# 第60回日劇學院賞
←第59回 - 第60回 - 第61回→
第60回日劇學院賞，針對2009年1月到3月在日本播出的連續劇做出投票與評比。

## 最優秀作品賞
1. 小咩的管家
2. 音樂孩子王
3. 守財奴

- 讀者票：1.小咩的管家；2.音樂孩子王；3. 神之雫
- 記者票：1.守財奴；2.相棒season7；3. 平凡的奇蹟
- 評審票：1.平凡的奇蹟；2.Love Shuffle、Voice～來自亡者的聲音、相棒season7

## 主演男優賞
1. 松山研一（守財奴）
2. 大野智（音樂孩子王）
3. 水嶋宏（小咩的管家）

- 讀者票：1.水嶋宏（小咩的管家）；2.大野智（音樂孩子王）；3. 龜梨和也（神之雫）
- 記者票：1.松山研一（守財奴）；2.水谷豐（相棒season7）；3.水嶋宏（小咩的管家）
- 評審票：1.水谷豐（相棒season7）；2.松山研一（守財奴）；3.大野智（音樂孩子王）、加瀨亮（平凡的奇蹟）

## 主演女優賞
1. 菅野美穗（破案天才奇娜）
2. 榮倉奈奈（小咩的管家）
3. 仲間由紀惠（平凡的奇蹟）

- 讀者票：1.菅野美穗（破案天才奇娜）；2.榮倉奈奈（小咩的管家）；3. 南澤奈央（紅線）
- 記者票：1.菅野美穗（破案天才奇娜）；2.仲間由紀惠（平凡的奇蹟）；3.榮倉奈奈（小咩的管家）
- 評審票：1.仲間由紀惠（平凡的奇蹟）；2.菅野美穗（破案天才奇娜）；3.榮倉奈奈（小咩的管家）

## 助演男優賞
1. 佐藤健（小咩的管家）
2. 生田斗真（Voice～來自亡者的聲音）
3. 椎名桔平（守財奴）

- 讀者票：1.佐藤健（小咩的管家）；2.生田斗真（Voice）；3. 田邊誠一（神之雫）
- 記者票：1.椎名桔平（守財奴）；2.松田翔太（Love Shuffle）；3.佐藤健（小咩的管家）
- 評審票：1.小日向文世（三角效應）；2.風間杜夫（平凡的奇蹟）；3.吉田榮作（だんだん）

## 助演女優賞
1. 片瀬那奈（音樂孩子王）
2. Mimula（守財奴）
3. 石原里美（Voice～來自亡者的聲音）

- 讀者票：1.石原里美（Voice）；2.仲里依紗（神之雫）；3. 香里奈（Love Shuffle）
- 記者票：1.片瀬那奈（音樂孩子王）；2.Mimula（守財奴）；3.廣末涼子（三角效應）
- 評審票：1.Mimula（守財奴）；2.栗山千明（浪花之華）；3.片瀬那奈（音樂孩子王）

## 監督賞
1. 大谷太郎、狩山俊輔（守財奴）
2. 田島大輔、谷村政樹（平凡的奇蹟）
3. 和泉聖治（相棒 season7）

## 腳本賞
1. 山田太一（平凡的奇蹟）
2. 岡田惠和（錢與罪）
3. 輿水泰弘、德永富彥、岩下悠子、渡邊雄介、櫻井武晴（相棒 season7）

## 其他獎項
- 主題曲賞：矢野健太 starring Satoshi Ohno「曇りのち、快晴」（音樂孩子王）
- 特別賞（電視賞）：相棒

.